# Giuseppe Giacosa

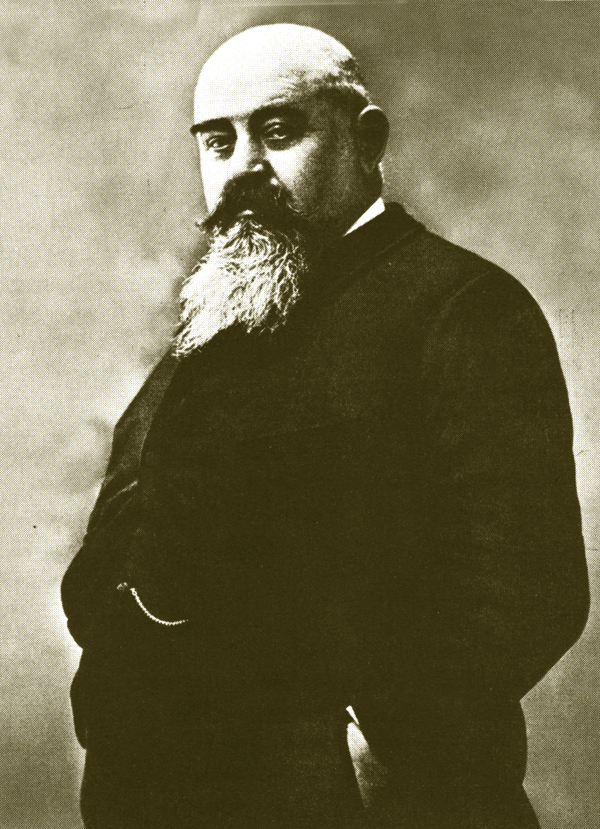
Giacosa

Giuseppe Giacosa (Colloreto Giacosa, Turín, 21 de octubre de 1847 - 1 de septiembre de 1906) fue un poeta, libretista y autor de obras de teatro, italiano.
Nació en Colleretto Parella, población posteriormente renombrada con su nombre actual Colleretto Giacosa en su honor, cerca de Turín, Italia. Su padre fue magistrado. Se licenció en derecho en la Universidad de Turín, aunque no ejerció nunca la carrera.
Ganó su primer reconocimiento con el drama Una partita a scacchi (Una partida de ajedrez) en 1871. Se especializó en la dramaturgia, destacando por su perspicacia y simplicidad, localizando en Piamonte muchas de sus historias que trataban sobre cuestiones relacionadas con valores burgueses contemporáneos. Escribió también La Dame de Challant, para la famosa actriz francesa Sarah Bernhardt, que la llevó a escena en Nueva York en 1891.
Pero sobre todo, es reconocido en la actualidad por su importante labor como autor de los libretos para ópera que escribió en colaboración con Luigi Illica y en los que Giacomo Puccini basó varias de sus más conocidas óperas, como La Bohème, Tosca y Madama Butterfly.
Cuando trabajaban juntos, Giacosa era quien aportaba la poesía, el texto e Illica aportaba la estructura extrayendo los elementos dramáticos de los textos originales. Considerando que quizás la labor de Giacosa era más importante, Puccini expresó su preocupación en alguna ocasión durante la creación de La Bohème cuando Giacosa sugirió abandonar el proyecto, mas no hizo lo mismo cuando fue Illica quien lo sugirió.